# Aurélien Joachim
Aurélien Joachim (10 de agosto de 1986) es un futbolista luxemburgués. Juega de delantero en el F. C. Differdange 03 de la División Nacional de Luxemburgo.
Es hermano del excliclista Benoît Joachim.

## Trayectoria
Antes de hacer su debut profesional con el RE Viton en la temporada 2004-05, jugó en las categorías inferiores del RE Viton y del RE Mouscron. Después fichó por los equipos filiales del VfL Bochum II y el Alemannia Aachen II, ambos alemanes.Hizo su debut en la División Nacional de Luxemburgo de la mano del FC Differdange 03 en la segunda vuelta vuelta de la temporada 2007-08.
En la temporada 2011-12 fue traspasado al F91 Dudelange convirtiéndose en una figura clave en el partido de la Liga de Campeones de 2012-13 contra el Red Bull Salzburgo.
Esa misma temporada es cedido al equipo neerlandés del Willem II de la Eerste Divisie  hasta final de temporada y en la siguiente temporada lo ficha el RKC Waalwijk de la Eredivisie por dos temporadas.
En la temporada 2014-15 fichó por el equipo búlgaro del CSKA de Sofia donde sufre una rotura de menisco en abril de 2015.

## Trayectoria con la selección
Joachim hizo su debut con la selección de Luxemburgo en un partido de clasificación para la Copa Mundial de Fútbol de 2006 contra Liechtenstein con tan sólo 19 años de edad.